# Municipio de Maine (Minnesota)
El municipio de Maine (en inglés: Maine Township) es un municipio ubicado en el condado de Otter Tail en el estado estadounidense de Minnesota. En el año 2010 tenía una población de 653 habitantes y una densidad poblacional de 7,01 personas por km².

## Geografía
El municipio de Maine se encuentra ubicado en las coordenadas 46°24′22″N 95°51′6″O / 46.40611, -95.85167. Según la Oficina del Censo de los Estados Unidos, el municipio tiene una superficie total de 93.15 km², de la cual 77,57 km² corresponden a tierra firme y (16,73 %) 15,58 km² es agua.

## Demografía
Según el censo de 2010, había 653 personas residiendo en el municipio de Maine. La densidad de población era de 7,01 hab./km². De los 653 habitantes, el municipio de Maine estaba compuesto por el 96,78 % blancos, el 1,38 % eran afroamericanos, el 0,31 % eran amerindios, el 0,15 % eran asiáticos y el 1,38 % eran de una mezcla de razas. Del total de la población el 0,46 % eran hispanos o latinos de cualquier raza.